# Росич (футбольный клуб)
«Ро́сич» — российский футбольный клуб из Москвы. Основан в 2000 году. До 1 июля 2012 года представлял Московскую область, Ленинский район, город Московский.

## История
В начале 90-х годов городе Московский базировался ФК «Интеррос», игравший в первой лиге.
Футбольный клуб «Росич» Московский был основан в 2000 году. С 2001 года играет в Первенстве России среди ЛФК (III дивизион), зона «Москва» (чемпионат Москвы, дивизион «А»). Является шестикратным победителем (2017, 2018, 2019, 2020, 2021, 2022), двукратным серебряным (2012, 2015) и трёхкратным бронзовым (2013, 2014, 2016) призёром зонального турнира. Семь раз (2012/13, 2013, 2015, 2017, 2018, 2019, 2020) принимал участие в финальном турнире, где четырежды становился бронзовым призёром (2017, 2018, 2020, 2021). Серебряный призер Кубка России среди ЛФК 2016. Обладатель (2022) и финалист (2014, 2018, 2021) Кубка Москвы (Кубок России среди ЛФК, зона «Москва»). Обладатель Суперкубка Москвы 2018, 2021, 2022, 2023.
Молодёжная команда играет в IV дивизионе (Чемпионат Москвы, дивизион «Б»): в 2013, 2020, 2021, 2022, 2023 и 2024 годах занимала 1-е место, в 2017, 2018 — 2-е место, в 2012, 2015, 2016 годах — 3-е.
Имеется детско-юношеская футбольной школа. В 2020 году за команду выступал Евгений Макеев.
Осенью 2013 года команда по пляжному футболу стала победителем кубка России среди любительских команд.

## Фотогалерея
- Командная фотография
- Финал кубка Москвы 2014
- «Росич» в 2014 году